# آزنابیورت
آزنابیورت (به ترکی آذربایجانی: Aznabyurt) یکی از روستاهای جمهوری آذربایجان است که از توابع جمهوری خودمختار نخجوان است.